# Caught Up in the Gears of Application
Caught Up in the Gears of Application è il terzo album studio del gruppo sludge metal statunitense Superjoint Ritual, pubblicato l'11 novembre 2016 da Housecore Records.
È il primo album del gruppo che viene pubblicato con il nome "Superjoint" invece di "Superjoint Ritual" a causa di questioni legali legate appunto al nome del gruppo.

## Tracce
1. Today and Tomorrow – 3:24
2. Burning the Blanket – 2:33
3. Ruin You – 2:25
4. Caught Up in the Gears Application – 2:43
5. Sociopathic Herd Dillusion – 2:35
6. Circling the Drain – 4:31
7. Clickbait – 5:21
8. Asshole – 2:37
9. Mutts Bite Too – 3:56
10. Rigging the Fight – 2:34
11. Receiving No Answer to the Knock – 5:33

## Formazione[2]
- Phil Anselmo - voce, chitarra
- Jimmy Bower - chitarra
- Kevin Bond - chitarra
- Stephen Taylor - basso
- Joe Gonzalez - batteria

### Crediti
- Stephen Berrigan - missaggio, registrazione e produzione
- Scott Hull - mastering
- Shawn Knight - artwork
- Jody Dorignac - fotografia